# Wilhelm Adolph
Wilhelm Balthasar Adolph (ur. 1729 w Górze, zm. 1781) – niemiecki kompozytor muzyki liturgicznej, piszący w stylu galant, kantor i dyrektor katolickich szkół parafialnych w Świebodzinie i Górze.
Urodził się jako syn Andreasa Josepha Adolpha (Adolffa), księgowego kasy miejskiej i handlarza solą, a później ławnika i asesora sądowego w Górze, oraz Anny Cathariny z d. Gräbner, córki Sebastiana, chirurga miejskiego, radnego oraz zarządcy kasy kościoła parafialnego w Górze. W 1748 został kantorem (i prawdopodobnie jednocześnie rektorem, czyli dyrektorem szkoły) przy kościele pw. św. Michała Archanioła w Świebodzinie (niem. Schwiebus). Niedługo potem wziął ślub z Anną Rosiną Lange (zm. po 1781), córką Antona Frantza Langego, który był poborcą celnym w Zielonej Górze (niem. Grünberg) i zarządcą dóbr cysterek z Trzebnicy (niem. Trebnitz). Mieli piątkę dzieci. Najwcześniejszy rękopis jego kompozycji (odpis Litaniae de BMV) pochodzi właśnie z tego okresu, z roku 1757. W 1766 kompozytor z rodziną przeniósł się do rodzinnego miasta, Góry. Objął tam posadę konrektora (wicedyrektora) i kantora szkoły przy kościele pw. św. Katarzyny Aleksandryjskiej. Niedługo potem został rektorem (notowany na tym stanowisku już w 1768 roku, w dokumentach określany jest jako pracowity). Brał aktywny udział w życiu kulturalnym miasta, na co wskazują przyznane mu honoraria notowane w rachunkach parafialnych dotyczących oprawy muzycznej różnych nabożeństw. Zmarł w 1781 roku, pozostawiając na dwa lata wakat na swoim stanowisku.
Jest autorem czterech kompozycji na chór i mały zespół instrumentalny zachowanych w pojedynczych kopiach:
1. Litaniae de Beata Virgine Maria sub titulo Mater Divin[a]e Gratiae (sprzed 1757)
2. Missa ex C (prawdopodobny autograf, sprzed 1766)
3. Missa [in D]
4. Vesperae in F (prawdopodobny autograf)

Jest reprezentantem stylu galant. Swoje utwory pisał na chór 3- lub 4-głosowy (z wyróżnionymi partiami solowymi) oraz zespół instrumentalny oparty na trio kościelnym (dwoje skrzypiec i basso continuo), a poszerzany o altówkę lub parę instrumentów dętych blaszanych (corni, clarini). Kompozycje pod względem formalnym nawiązują do schematu formy kantatowej ze znaczącą rolą techniki koncertującej i partii solowych.

## Nagrania dzieł
Dotąd nagrane zostały wyłącznie jego Vesperae in F, jeszcze wówczas jako dzieło niezidentyfikowanego kompozytora. Rejestracji dokonały zespoły Musica Sacra, Bennonitae Cantantes oraz Clementinum pod batutą Piotra Wilczyńskiego. Album ukazał się nakładem wydawnictwa Acte Préalable w 2002 roku.